# Aumont (Somme)
Aumont és un municipi francès situat al departament del Somme i a la regió dels Alts de França. L'any 2007 tenia 140 habitants.

## Demografia

### Població

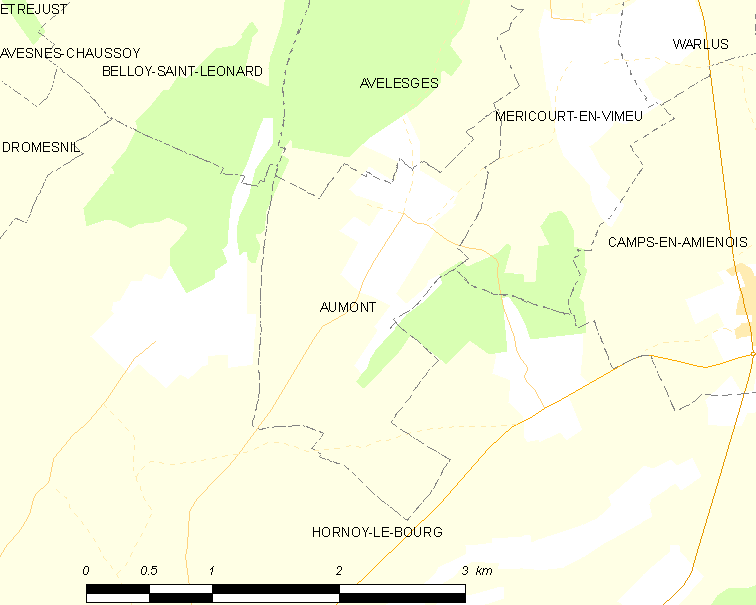
mapa del municipi

El 2007 la població de fet d'Aumont era de 140 persones. Hi havia 48 famílies de les quals 4 eren unipersonals (4 dones vivint soles i 4 dones vivint soles), 12 parelles sense fills, 20 parelles amb fills i 12 famílies monoparentals amb fills.

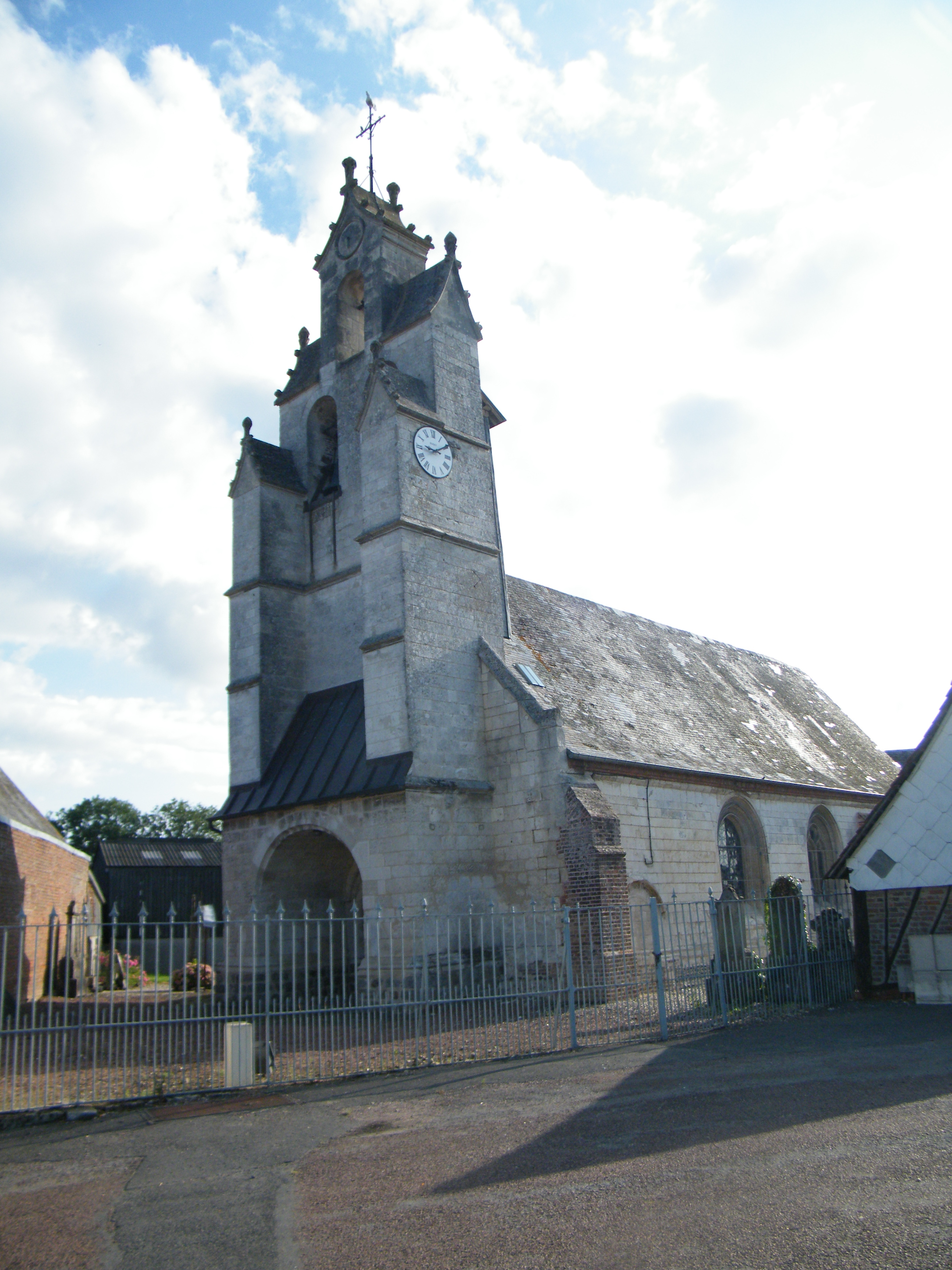
església

La població ha evolucionat segons el següent gràfic:
Habitants censats

### Habitatges
El 2007 hi havia 68 habitatges, 52 eren l'habitatge principal de la família, 11 eren segones residències i 5 estaven desocupats. Tots els 68 habitatges eren cases. Dels 52 habitatges principals, 46 estaven ocupats pels seus propietaris i 6 estaven llogats i ocupats pels llogaters; 8 tenien tres cambres, 15 en tenien quatre i 29 en tenien cinc o més. 37 habitatges disposaven pel capbaix d'una plaça de pàrquing. A 19 habitatges hi havia un automòbil i a 29 n'hi havia dos o més.

### Piràmide de població

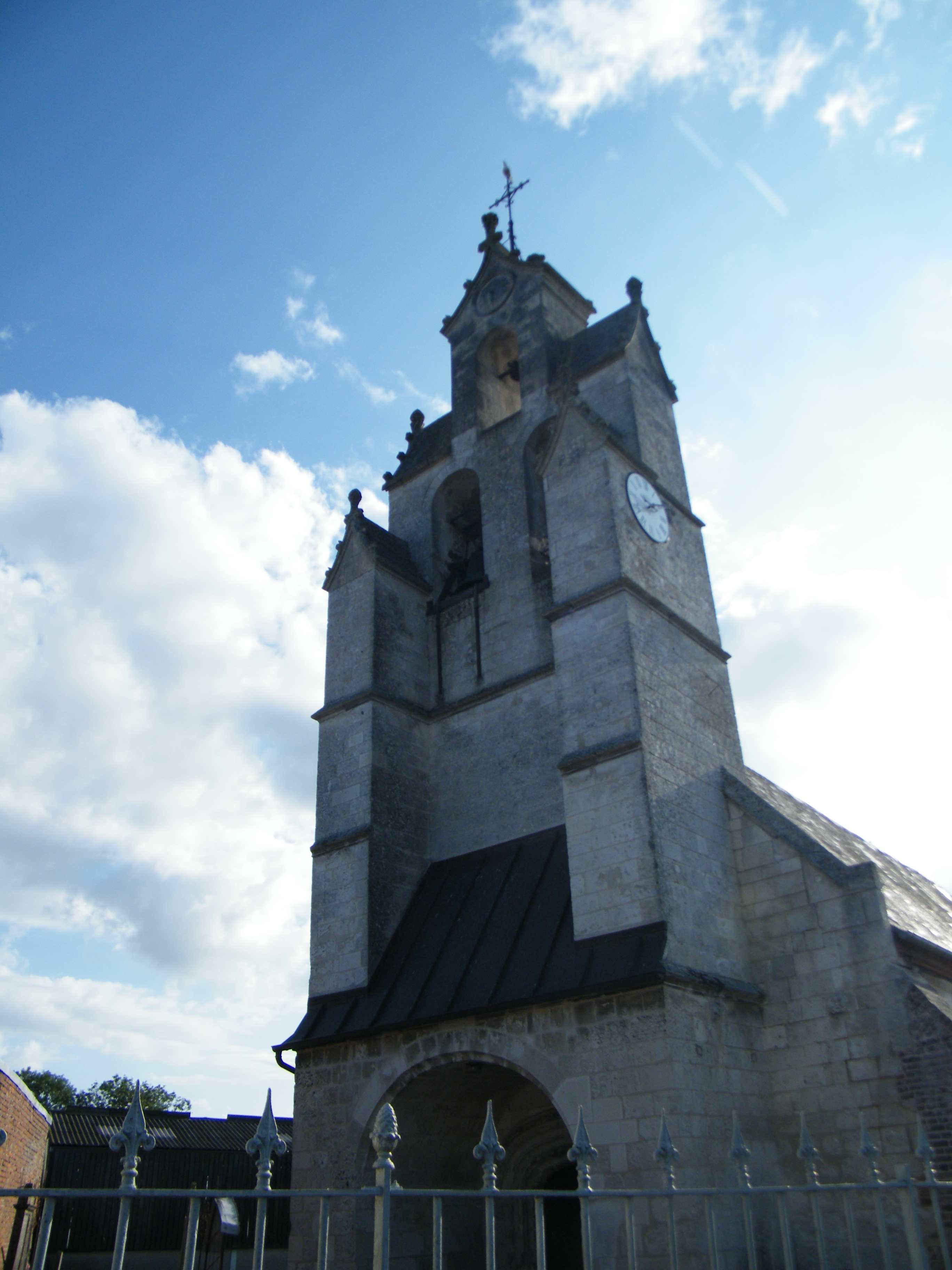

La piràmide de població per edats i sexe el 2009 era:
| Homes | Edats   | Dones |
| ----- | ------- | ----- |
| 0     | 95 o +  | 0     |
| 0     | 90 a 94 | 1     |
| 0     | 85 a 89 | 0     |
| 2     | 80 a 84 | 1     |
| 1     | 75 a 79 | 3     |
| 4     | 70 a 74 | 4     |
| 4     | 65 a 69 | 2     |
| 6     | 60 a 64 | 3     |
| 0     | 55 a 59 | 4     |
| 5     | 50 a 54 | 5     |
| 6     | 45 a 49 | 4     |
| 2     | 40 a 44 | 3     |
| 4     | 35 a 39 | 1     |
| 5     | 30 a 34 | 4     |
| 4     | 25 a 29 | 4     |
| 4     | 20 a 24 | 4     |
| 3     | 15 a 19 | 4     |
| 5     | 10 a 14 | 0     |
| 6     | 5 a 9   | 1     |
| 4     | 0 a 4   | 3     |

## Economia

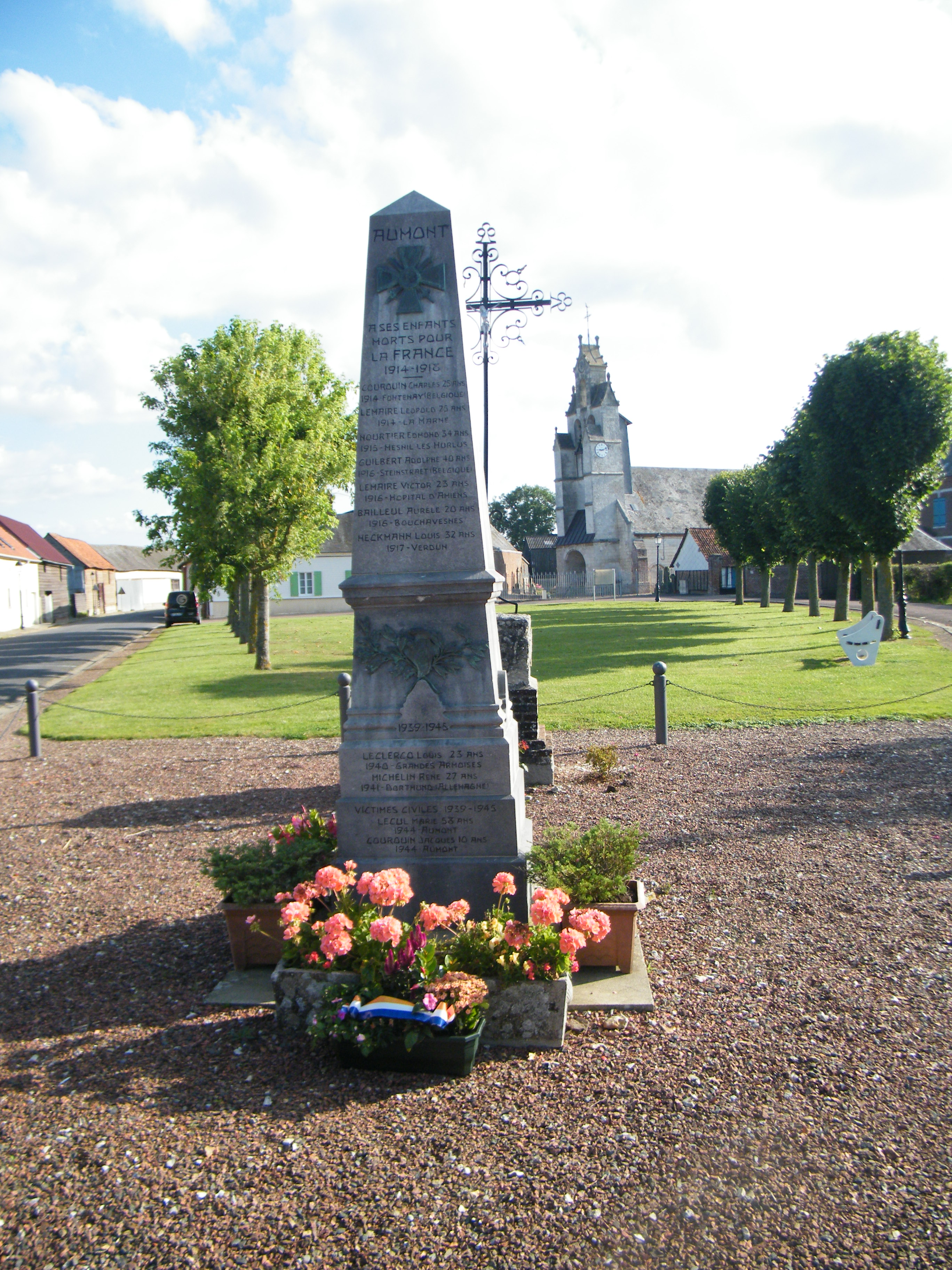

El 2007 la població en edat de treballar era de 79 persones, 60 eren actives i 19 eren inactives. De les 60 persones actives 58 estaven ocupades (34 homes i 24 dones) i 2 estaven aturades (2 dones i 2 dones). De les 19 persones inactives 6 estaven jubilades, 4 estaven estudiant i 9 estaven classificades com a «altres inactius».

### Ingressos
El 2009 a Aumont hi havia 52 unitats fiscals que integraven 143,5 persones, la mediana anual d'ingressos fiscals per persona era de 16.253 €.

### Activitats econòmiques

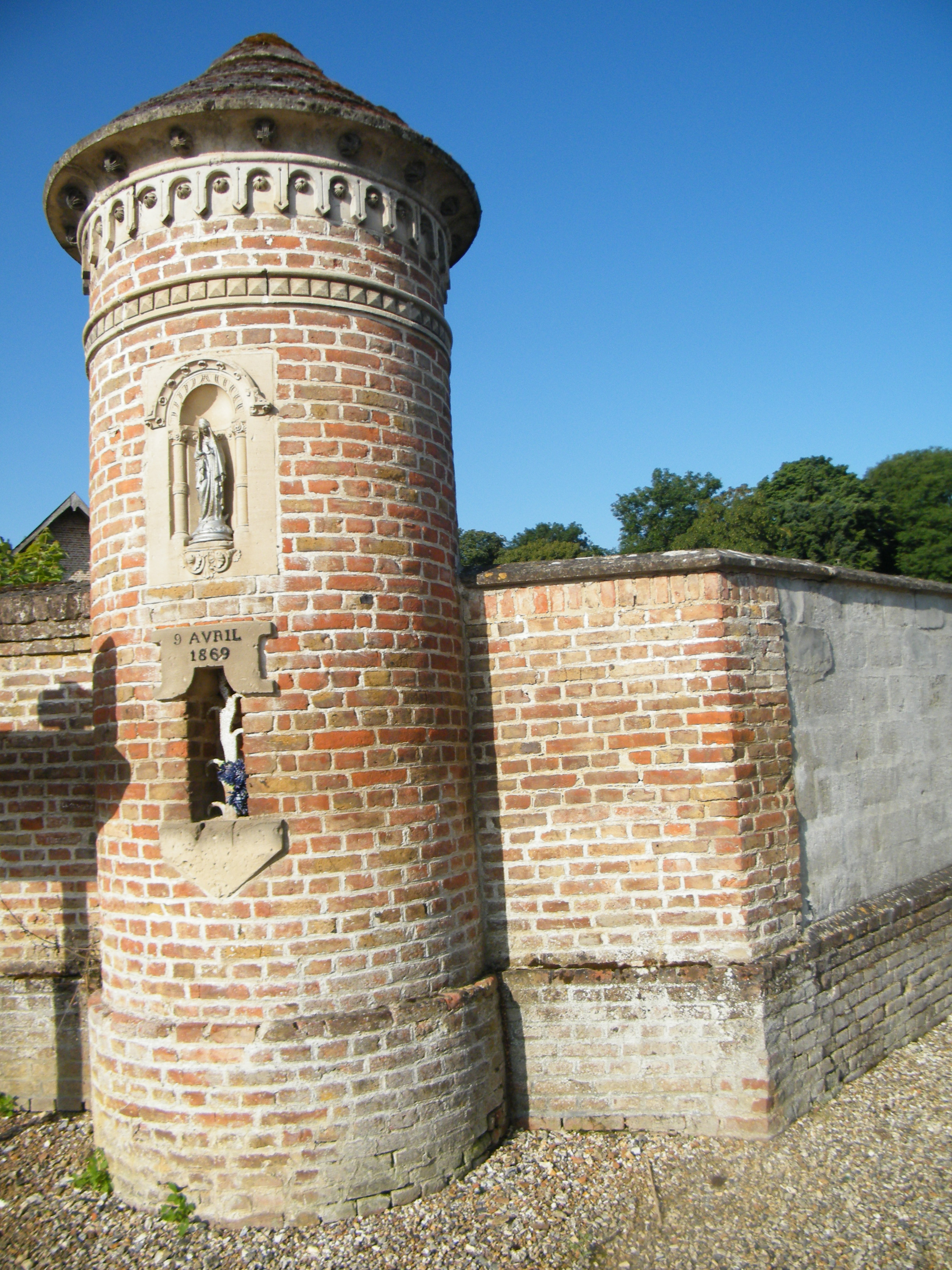

Dels 5 establiments que hi havia el 2007, 1 era d'una empresa de fabricació d'altres productes industrials, 1 d'una empresa d'hostatgeria i restauració, 2 d'empreses de serveis i 1 d'una entitat de l'administració pública.
L'any 2000 a Aumont hi havia 6 explotacions agrícoles.

## Poblacions més properes
El següent diagrama mostra les poblacions més properes.